# Peter Hackenberg (Basketballspieler)
Peter Hackenberg (Lebensdaten unbekannt) war ein deutscher Basketballspieler.

## Leben
Hackenberg war von 1973 bis 1976 mit ADB Koblenz in der Basketball-Bundesliga vertreten. In den Spieljahren 73/74 und 74/75 erreichte er mit der Mannschaft in der Hauptrunde der Bundesliga-Südstaffel jeweils den fünften Tabellenrang und sicherte sich in der Abstiegsrunde den Klassenverbleib. In der Saison 1975/76 stieg er mit Koblenz als Tabellenvorletzter aus der höchsten deutschen Spielklasse ab. Später war er Spieler des VfB Lützel.
Hackenberg stand zwischen April und Juni 1974 in zehn Länderspielen auf dem Spielfeld und nahm mit der bundesdeutschen Nationalmannschaft unter anderem am Europapokal der Nationalmannschaften teil.